# Camillo Caccia Dominioni
Camillo Raffaele Caccia Dominioni (Milán, 7 de febrero de 1877 - Roma, 12 de noviembre de 1946) fue un cardenal italiano de la Iglesia católica. Se desempeñó como prefecto de la Casa Pontificia desde 1921 hasta 1935, y fue elevado al cardenalato ese mismo año. Es conocido por anunciar la elección de Pío XII en 1939.

## Biografía
Nacido en Milán, Camillo Caccia Dominioni estudió en el seminario de esa misma ciudad antes de asistir a la Pontificia Universidad Gregoriana (de donde obtuvo su doctorado en derecho canónico) y a la Academia Pontificia Eclesiástica (de donde se graduó en 1898) en Roma. Fue ordenado sacerdote por el cardenal Andrea Carlo Ferrari, el 23 de septiembre de 1899. Caccia Dominioni hizo su trabajo pastoral en Roma hasta 1921, y terminó sus estudios en 1902. En 1903, fue nombrado coadjutor de Canon de la Basílica de San Pedro. 
Nombrado protonotario apostólico el 27 de junio de 1921, Caccia Dominioni fue elevado al rango de Monseñor el 24 de septiembre de 1914. Fue nombrado prefecto de la Casa Pontificia, el mayordomo del papa, por Benedicto XV el 16 de junio de 1921. A la muerte del papa Benedicto XV el 22 de enero de 1922, Caccia-Dominioni y todos los demás funcionarios del Vaticano más importantes, de acuerdo con la costumbre, perdieron automáticamente sus posiciones durante la sede vacante. Él fue confirmado más tarde en su cargo por el Papa Pío XI el 7 de febrero de aquel año, y le sucedió en el cargo de canónigo de la basílica de San Pedro el 14 de febrero de 1924. Caccia-Dominioni era considerado como un protegido de Pío XI, siendo así que en sus últimas horas él se encontró presente en las habitaciones papales.
Caccia-Dominioni fue creado cardenal diácono de Santa Maria in Domnica por Pío XI en el consistorio del 16 de diciembre de 1935. Fue uno de los cardenales electores en el cónclave papal de 1939, que eligió al Papa Pío XII. En virtud de su cargo de protodiácono (el cardenal diácono de más antigüedad), Caccia Dominioni anunció la elección de Pío XII y luego lo coronó el 12 de marzo de 1939. 
El cardenal Caccia Dominioni murió de una dolencia cardíaca en Roma, a los 69 años. Está enterrado en la cripta de la basílica de los Santos Ambrosio y Carlos en el Corso.

## Sitios externos
- Cardenales de la Santa Iglesia Romana
- Catholic-Hierarchy

- Datos: Q934326
- Multimedia: Camillo Caccia Dominioni / Q934326

| Predecesor: Camilo Laurenti | Cardenal protodiácono 16 de diciembre de 1935-12 de noviembre de 1946 | Sucesor: Nicola Canali |